# Золотая рыбка (балет Минкуса)
Золотая рыбка — балет в 3 актах 7 картинах Людвига Минкуса. Либретто Артура Сен-Леона на основе известной стихотворной сказки А. С. Пушкина «Сказка о рыбаке и рыбке».

## История создания
Французский балетмейстер Артур Сен-Леон, заняв должность главного балетмейстера петербургской императорской балетной труппы, искал специфически русские сюжеты для хореографических постановок. До этого, проработав во многих европейских театрах, он прославился оригинальными, яркими и броскими, постановками по сюжетам европейской тематики. Прибыв по приглашению дирекции императорских театров в Россию, он поначалу ставил те же балеты, что и в своих предыдущих европейских работах. В 1864 году он впервые обратился к национальной русской теме, поставив на сцене Большого Каменного театра в Петербурге балет «Конёк-горбунок» по сказке П. П. Ершова (музыка Пуни), эта постановка имела столь громогласный успех, что стиль лубочной псевдорусскости, использованный хореографом, стал основным на императорской сцене на несколько лет, перейдя и в другие сферы искусств, а хореограф через два года, в 1866 году, решил снова обратиться к сюжету русской сказочной литературы. Историк русского балета Ю. А. Бахрушин в книге «История русского балета» (М., Сов. Россия, 1965, 249 с.) писал: «В 1866 году Сен-Леон в угоду царскому правительству поставил в Петербурге новый балет - «Валахская невеста, или Золотая коса». Однако эта постановка не оправдала возложенных на неё надежд, несмотря на то что за несколько месяцев до показа её в Петербурге она была проверена на парижской публике. 
Более чем сдержанный успех «Валахской невесты» заставил Сен-Леона снова взяться за создание «русского» балета». На этот раз его выбор пал на известную сказку Пушкина о волшебной золотой рыбке, одаривавшей семью рыбака-бедняка неизмеримым богатством, и ненасытной старухе, требовавшей всё больше и больше золота и почестей. Как и в случае со сказкой Ершова, Сен-Леон сам стал и автором либретто, и балетмейстером. Надо сказать, что Сен-Леон одновременно с Петербургом работал в Париже, где продолжал в своих постановках использовать европейские сюжеты, а национальный русский колорит он выносил только на русскую сцену.
Как и в предыдущей работе над сказкой Ершова, Сен-Леон начал перерабатывать для балета сюжет пушкинской сказки. За музыкальным решением балетмейстер обратился к композитору Минкусу, тоже тогда работавшему в России. В новом сюжете старик и старуха обросли именами Тарас и Галя и явно помолодели; появились другие персонажи, произведение дополнилось иными сценами и сюжетными линиями.

## Первая постановка
Начались репетиции. Уже в конце того же 1866 года был готов первый акт балета, который и был продемонстрирован в Эрмитажном театре Петербурга 8 декабря 1866 года. В партии Гали блистала балерина Прасковья Лебедева, за год до того переведенная из московской императорской труппы в петербургскую.
Только к следующему сезону постановка балета полностью была завершена. Однако к этому времени Лебедева вышла на пенсию, и на дальнейшую работу в партии Гали была приглашена гастролирующая итальянская балетная звезда Гульельмина Сальвиони.

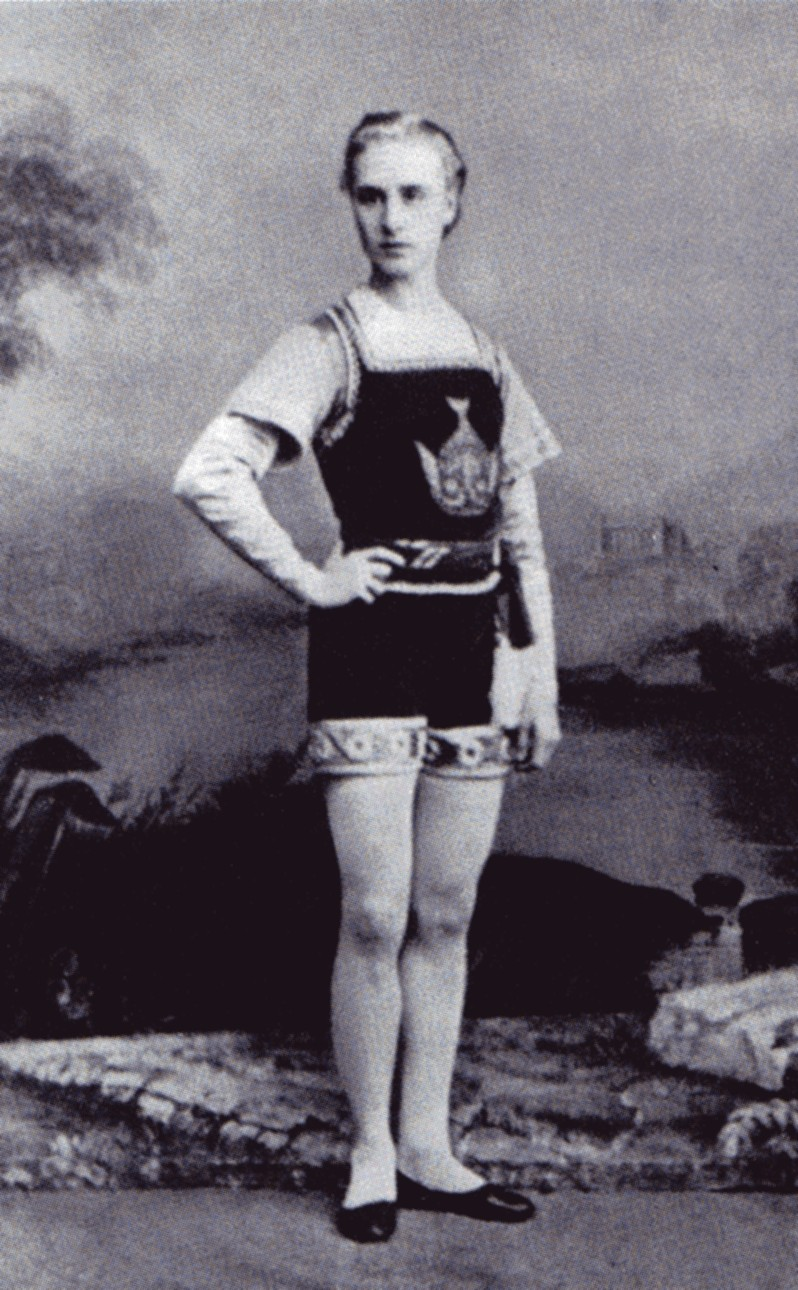
Павел Гердт в балете «Золотая рыбка» (1867)

Премьера полного представления состоялась 26 сентября 1867 года на сцене петербургского Большого Каменного театра («Театральная энциклопедия» ошибочно называет Мариинский театр). В ролях: Галя — Гульельмина Сальвиони, Тарас — Тимофей Стуколкин, Петро — Лев Иванов, Золотая рыбка — Клавдия Канцырева, Шут — Николай Троицкий. Одну из небольших партий исполнил начинающий танцор, будущая звезда русского балета Павел Гердт.
Хотя хореографическая основа спектакля была рассчитана на Гульельмину Сальвиони, балетная критика мало отметила её, зато дружно восхвалила другую исполнительницу — Клавдию Канцыреву в роли Золотой рыбки.
Но сама постановка не пользовалась успехом у зрителей. Спектакль был решён как яркое сценическое действо. Зрелищность и броская эстетика хореографа затмевали внутреннюю содержательность в его спектаклях. Советский балетный критик Вера Красовская (В. М. Красовская «Русский балетный театр второй половины XIX века») писала об этой постановке: «Вместо Синего моря, у которого жили старик со своей старухой, действие происходило на берегу Днепра, где молодая казачка Галя капризно требовала от своего мужа Тараса, персонажа гротескно-комического, все новых и новых чудес. Чудеса были самого разного свойства — например, золотая рыбка превращалась в прислуживающего Гале пажа». На «чудеса» Сен-Леон был мастер: в балете летал ковёр-самолёт, вырастал алмазный дворец, русалки плескались в озере…
Россия же в это время бурлила иными помыслами. Это было время социального подъёма в России: только что было официально отменено крепостное право, стремительно поднималась разночинная интеллигенция, умы России были озабочены становлением реформаторских изменений внутри страны. Время требовало от театра постановок, идущих в ногу с новыми демократическими идеями, неотложность которых уже не могли затмить никакие сценические спецэффекты: ни летающие ковры-самолёты, ни в один миг вырастающие сверкающие дворцы — русское общество требовало иных критериев и социальных устремлений. Сен-Леон же, один из крупнейших хореографов своего времени, прибывший в Россию по контракту с дирекцией императорских театров, видел свою задачу в постановке балетных зрелищ и мало интересовался внутренним политическим положением в России и её демократическими тенденциями. В итоге театральная критика нещадно разгромила спектакль, обвинив его в карикатурности и признав творческой неудачей. М. Е. Салтыков-Щедрин едко и ехидно высмеивал постановку балета в статье «ПРОЕКТ СОВРЕМЕННОГО БАЛЕТА (по поводу „Золотой рыбки“)»: «Я люблю балет за его постоянство. Возникают новые государства; врываются на сцену новые люди; нарождаются новые факты; изменяется целый строй жизни; наука и искусство с тревожным вниманием следят за этими явлениями, дополняющими и отчасти изменяющими самое их содержание — один балет ни о чем не слышит и не знает…<…> Но никогда еще единомыслие балета и консервативных начал не выражалось с такою яркостью, как в балете „Золотая рыбка“, поставленном прошлого года на сцене петербургского Большого театра».
После отъезда Гульельмины Сальвиони из России партия Гали перешла к русским танцовщицам: поначалу Александра Кеммерер, потом Екатерина Вазем, затем эту роль исполняли другие балерины.
В своих мемуарах «Записки балерины Санкт-Петербургского Большого театра. 1867—1884», 1937, Екатерина Вазем писала об этом спектакле: «… публика его как будто не очень любила, и в дни его представлений зал пустовал». Через некоторое время спектакль был снят со сцены.

## Постановка в Большом театре
Лишь через много лет, в 1903 году, была предпринята ещё одна постановка балета. Она предназначалась для московского Большого театра. За постановку взялся Александр Горский, полностью переработав либретто и дополнив музыку Минкуса произведениями других композиторов: Александра Серова, Лео Делиба, Иоганнеса Брамса, Петра Чайковского и др. Балет из 3-актного преобразился в 4-актный. Пушкинские персонажи вновь утеряли собственные имена и возвратились к первоисточнику: старик и старуха. Тем не менее как основу нового либретто Горский все равно использовал сделанное пять десятилетий назад Артуром Сен-Леоном.
Премьера балета, в 4 актах и 7 картинах, состоялась 16 ноября 1903 года, Большой театр, балетмейстер Александр Горский, художник Константин Коровин, дирижёр Андрей Арендс; Старик — Николай Домашёв, Старуха — Софья Фёдорова, Золотая рыбка — Энрикетта Гримальди.
Среди более поздних исполнителей этой постановки: Золотая рыбка — Александра Балашова, Вера Мосолова, Александра Балдина; Старуха — Ольга Некрасова.